# Microtox

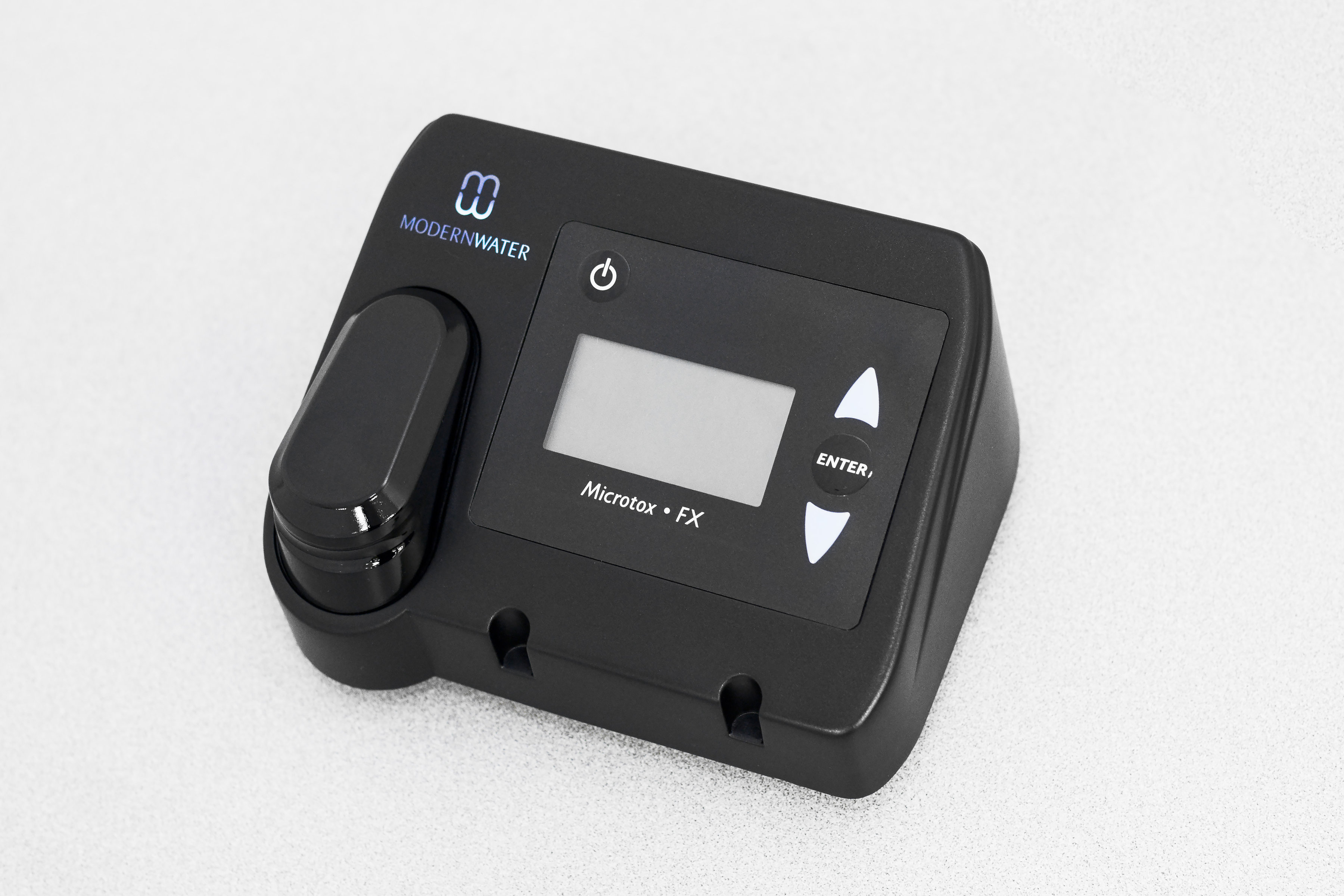
Microtox FX

Le test Microtox est un test d'écotoxicité aquatique, monospécifique et statique.
Ce test normalisé (AFNOR T 90-320 et ISO 11348) aigu et sublétal consiste à déterminer la concentration en polluant qui inhibe 50 % de la production de lumière (bioluminescence) de bactéries luminescentes Aliivibrio fischeri par rapport à un témoin.